# Acústico MTV (álbum de Legião Urbana)
Acústico MTV é o primeiro álbum ao vivo da banda de rock brasileira Legião Urbana, lançado em 27 de outubro de 1999 pela EMI. O álbum vendeu mais de 2 milhões de cópias, e recebeu o disco de diamante pela ABPD.

## Antecedentes
No início da década de 1990, a banda foi convidada pela MTV Brasil, então recém-chegada ao país, para gravar algumas canções para um programa especial. Na época, ainda não se planejava lançar o material em CD, VHS ou DVD, como acabou acontecendo, tanto que o show foi gravado em 1992, mas o lançamento se deu apenas em 1999.
As negociações para a aprovação do projeto foram demoradas. A ideia original era preparar um videoclipe para a divulgação do então novo álbum, V (1991), mas devido à relutância do grupo, a proposta foi alterada para um Acústico MTV. A ideia foi cancelada e retomada mais de dez vezes, devido ao fato da banda querer se inteirar sobre cada detalhe do projeto.
O álbum foi gravado no Cine Haway, um cinema em São Paulo desativado na época, no dia 28 de janeiro de 1992. A matriz da emissora enviou um extenso material sobre como o palco e o programa como um todo deveriam ser montados.
A banda teve dificuldades para se adaptar ao formato acústico. Sempre ligaram pouco para a afinação dos instrumentos e para aspectos técnicos em geral, e agora se viam diante de um espetáculo que exigia muita atenção ao volume dos instrumentos e sua execução. O baterista Marcelo Bonfá, por exemplo, se recusava a trocar as baquetas pelas vassourinhas. Eles também achavam que sua música não funcionaria com arranjos acústicos.
Em 1997, em meio ao lançamento do álbum póstumo solo de Renato Russo, O Último Solo, o diretor artístico da EMI, João Augusto, já manifestava a possibilidade de lançar o show em CD, afirmando que duas horas foram gravadas mas apenas 50 minutos foram exibidos.

## Gravação
| Críticas profissionais                                                      | Críticas profissionais |
| Avaliações da crítica                                                       | Avaliações da crítica  |
| Fonte                                                                       | Avaliação              |
| --------------------------------------------------------------------------- | ---------------------- |
| allmusic                                                                    | [ 7 ]                  |
| Esta tabela precisa de ser acompanhada por texto em prosa. Consulte o guia. |                        |

As incertezas quanto ao projeto persistiram até o dia da apresentação. Na hora do show, Renato estava no hotel, aparentemente se recusando a vir tocar. Contudo, o então diretor da MTV Brasil, Rogério Gallo, mais tarde afirmou que foi um mal-entendido e Renato apenas questionava um detalhe do repertório.
Na hora do show, o público teve de ser instruído a não se empolgar muito com o show, dado o caráter intimista do mesmo. Reginaldo Ferreira, um fã da banda que posteriormente virou roadie deles, diz que modelos foram contratados para ficar na parte da frente da plateia e manter os fãs mais afastados, o que foi negado por Rogério.
O repertório é formado por canções dos primeiros discos da banda, itens do recém-lançado disco e quatro regravações em inglês: "On the Way Home" (Neil Young e Buffalo Springfield), "Rise" (Public Image Ltd.), "Head On" (The Jesus and Mary Chain) e "The Last Time I Saw Richard" (Joni Mitchell).
O single principal do álbum foi "Hoje a Noite Não Tem Luar", versão em português para "Hoy Me Voy Para México", da boy band portorriquenha Menudo, criada por Carlos Colla. Num momento da apresentação em que a produção pediu um tempo para trocar as fitas de gravação, Renato disse em tom de piada que tocaria a faixa, e a brincadeira acabou virando hit com extensa execução nas rádios em 1999.
Algumas canções do álbum foram lançadas anteriormente no álbum Música p/ Acampamentos, uma coletânea de gravações ao vivo, ainda em 1992.
Em apenas uma semana, o álbum chegou à marca de mais de 750 mil cópias vendidas.

## Lista de faixas
| N.º            | Título                                             | Compositor(es)                                       | Duração |  |
| 1.             | "Baader-Meinhof Blues"                             | Dado Villa-Lobos; Marcelo Bonfá; Renato Russo        | 5:03    |  |
| 2.             | ""Índios""                                         | Russo                                                | 5:28    |  |
| 3.             | "Mais do Mesmo"                                    | Villa-Lobos; Bonfá; Russo; Renato Rocha              | 4:24    |  |
| 4.             | "Pais e Filhos"                                    | Villa-Lobos; Russo; Bonfá                            | 6:19    |  |
| 5.             | "Hoje a Noite Não Tem Luar" (versão: Carlos Colla) | Alejandro Monroy Fernandez; Carlos Villa de La Torre | 4:31    |  |
| 6.             | "Sereníssima"                                      | Villa-Lobos; Russo; Bonfá                            | 4:57    |  |
| 7.             | "O Teatro dos Vampiros"                            | Villa-Lobos; Russo; Bonfá                            | 5:36    |  |
| 8.             | "On the Way Home" / "Rise"                         | Neil Young; John Lydon; William Laswell              | 6:50    |  |
| 9.             | "Head On"                                          | William Reid; James Reid                             | 2:49    |  |
| 10.            | "The Last Time I Saw Richard"                      | Joni Mitchell                                        | 3:39    |  |
| 11.            | "Metal contra as Nuvens"                           | Villa-Lobos; Russo; Bonfá                            | 9:21    |  |
| 12.            | "Há Tempos"                                        | Villa-Lobos; Russo; Bonfá                            | 3:45    |  |
| 13.            | "Eu Sei"                                           | Russo                                                | 3:55    |  |
| 14.            | "Faroeste Caboclo"                                 | Russo                                                | 9:53    |  |
| Duração total: | Duração total:                                     | Duração total:                                       | 76:40   |  |

## Créditos
- Renato Russo: voz e violão
- Dado Villa-Lobos: violão
- Marcelo Bonfá: bateria e percussão

### Pessoal técnico
Conforme encarte:
- Legião Urbana - produção
- Torcuato Mariano - direção artística
- Rafael Borges - produção executiva, direção de produção
- Pena Schmidt - coordenação de gravação
- Carlos Aru - técnico de gravação
- Egídio Conde - técnico de gravação, supervisão de áudio
- Moogie Canazio - engenharia de mixagem
- Bernie Grundman - masterização
- Luiz Tornaghi e Moogie Canazio - edição
- Barrão e Fernanda Villa-Lobos - projeto gráfico
- Adriana Trigona - coordenação gráfica
- César Itiberê - foto de capa
- Franklin Garrido - operação de P.A.
- Maneco Quinderé - criação e operação de iluminação
- Bruno Maciel - roadie

### Equipe MTV (versão original)
- Adriano Goldman - direção
- Pedro Bueno - produção executiva
- Carol Maluf, Daniela Gebaile e Ivan Santos - relações artísticas
- Celso Tavares - gerente de operações/produção
- Marcelo Machado e Rogério Gallo - direção geral

### Equipe MTV (versão especial)
- Paulo Marchetti - direção de pós-produção
- Rodrigo Carelli - supervisão de especiais
- Miguel Lopes - supervisão de operações
- Valter Pascotto - diretor técnico
- Anna Butler - diretora de relações artísticas
- Cris Lobo e Zico Góes - direção de programação e produção
- André Mantovani - diretor geral

## Certificados e vendas
| País | Certificados | Vendas/Cópias |
| CD | CD           | CD            |
| --- | ------------ | ------------- |
| Brasil (ABPD) | Diamante     | 1.500.000+    |
| ^ vendas baseadas nos números de tiragens * certificado baseado nos números de tiragens ~ vendas baseadas no valor do certificado |              |               |